# Afrikaanse roodneusrat
De Afrikaanse roodneusrat (Oenomys hypoxanthus) is een knaagdier uit het geslacht Oenomys dat voorkomt van Zuid-Nigeria en West-Angola tot Zuidwest-Ethiopië en West-Tanzania. De omgeving van de neus is bedekt met roestrode haren, net als het achterste deel van de rug. De rest van de rug is roodbruin. De kleur van de onderkant varieert van wit tot oranjegeel. De kop-romplengte bedraagt 133 tot 175 mm, de staartlengte 154 tot 223 mm, de achtervoetlengte 30 tot 34 mm, de oorlengte 18 tot 23 mm en het gewicht 70 tot 124 gram (gebaseerd op 49 exemplaren uit het noordoosten van het verspreidingsgebied).